# Horace Günter
Horace Günter (* 19. August 1868 in Hannover; † 1946 in Nienburg/Weser) war ein deutscher Maler und insbesondere Porträtmaler.

## Leben und Werk

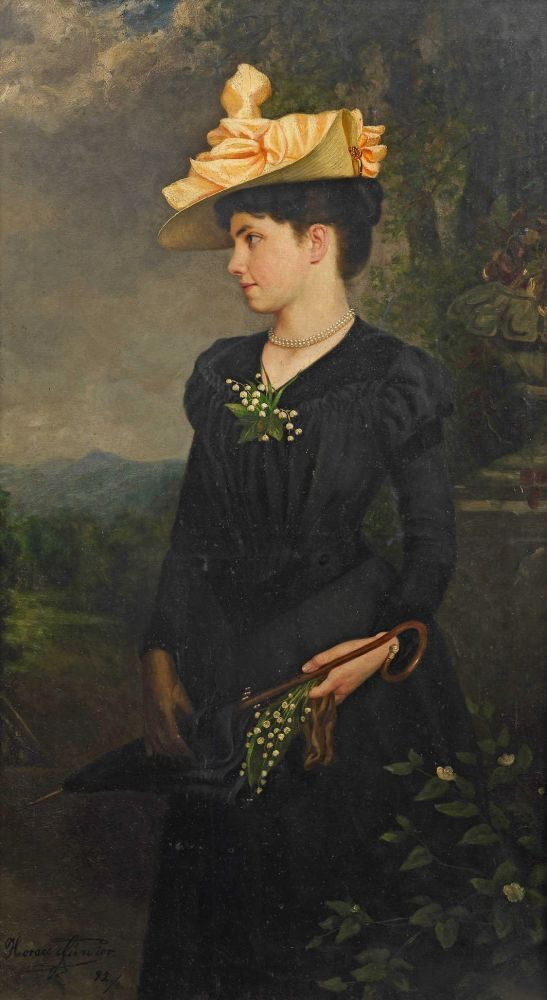
Beinahe lebensgroßes Ölgemälde einer jungen Frau mit Maiglöckchen vor einer Bergkulisse, von Horace Günter signiert und datiert [18]„92“

Zur Biographie des Horace Günter, der kurz vor der Gründung des Deutschen Kaiserreichs in Hannover geboren wurde, wurde bisher nur wenig geforscht. Der Bildhauer Ernst Bandel formte um 1870 den Kopf des Knaben Horace in einer Größe von 27 cm, der als Baufragment vom Gebäude Marienstraße 17 angebracht war und später in den Besitz des Historischen Museum Hannover gelangte. Dabei zeigte der Hinterkopf Ausbrüche, die jedoch restauriert wurden.
Ebenfalls im Besitz des Historischen Museums findet sich in den Maßen 89 × 115 cm ein Ölgemälde Günters, das eine belebte Szenerie bei der 1936 in Betrieb genommenen Schiffsanlegestelle an dem im selben Jahr eröffneten Maschsee zeigt.